# Georg Cleinow (General)
Georg Emil Ferdinand Joachim Cleinow (* 3. Dezember 1834 in Gnesen; † 16. Dezember 1902 in Berlin) war ein preußischer Generalmajor.

## Leben

### Herkunft
Georg war ein Sohn des Kreisgerichtsdirektors und Geheimen Justizrates Karl Cleinow († 1884) und dessen Ehefrau Mathilde, geborene von Knobelsdorff (1809–1880).

### Militärkarriere
Nach seinem Abitur trat Cleinow am 1. Oktober 1855 als Einjährig-Freiwilliger in das 1. Infanterie-Regiment der Preußischen Armee ein und wurde nach Dienstzeitende zur Reserve entlassen. Mitte August 1858 avancierte er zum Sekondeleutnant der Reserve im Landwehr-Bataillon Posen und war 1859 während der Mobilmachung anlässlich des Sardinischen Krieges beim Ersatz-Bataillon des 19. Infanterie-Regiments. Zum 6. November 1860 erfolgte seine Anstellung im aktiven Dienstverhältnis beim 3. Pommerschen Infanterie-Regiment Nr. 58. Von Anfang Mai 1862 bis Ende April war Cleinow als Erzieher zum Kadettenhaus Culm und anschließend auf ein Jahr in gleicher Eigenschaft zum Kadettenhaus Berlin kommandiert. Am 1. Juli 1865 wurde er zum Regimentsadjutanten ernannt und als solcher Anfang April 1866 zum Premierleutnant befördert. Im folgenden Krieg gegen Österreich wurde Cleinow in der Schlacht bei Nachod durch einen Gewehrschluss der rechte Unterschenkel zertrümmert und er für sein Wirken mit dem Roten Adlerorden IV. Klasse mit Schwertern ausgezeichnet.
Nach dem Friedensschluss und seiner Gesundung wurde Cleinow  seinem Regiment aggregiert und der Militärintendantur des VIII. Armee-Korps zur Dienstleistung überwiesen. Ab 8. Mai 1869 versah er wieder Truppendienst in seinem Regiment und nahm nach dem Beginn des Krieges gegen Frankreich an den Schlachten bei Weißenburg, Wörth sowie Sedan teil. Unter Beförderung zum Hauptmann wurde Cleinow während der Belagerung von Paris am 26. September 1870 für die weitere Dauer des Krieges Adjutant beim Generalkommando des V. Armee-Korps, wirkte in der Schlacht bei Buzenval und erhielt das Eiserne Kreuz II. Klasse.
Nach einem Kommando zum Lehr-Infanterie-Bataillon wurde er am 2. März 1875 seinem Regiment aggregiert und zur Dienstleistung beim Kriegsministerium in das Departement für das Invalidenwesen kommandiert. Mit der Beförderung zum Major erfolgte Ende April 1877 seine Versetzung in die Abteilung A des Departements. Daran schloss sich ab dem 2. November 1882 eine Verwendung als Kommandeur des Füsilier-Bataillons im 1. Westfälischen Infanterie-Regiment Nr. 13 in Münster an. Als Oberstleutnant war er vom 26. März 1885 bis zum 22. Juni 1888 etatmäßiger Stabsoffizier im Infanterie-Regiment Nr. 131 in Paderborn, wurde anschließend zunächst unter Stellung à la suite mit der Führung des 3. Badischen Infanterie-Regiments Nr. 111 in Rastatt beauftragt und am 21. Juli 1888 mit der Beförderung zum Oberst zum Kommandeur dieses Verband ernannt. In Genehmigung seines Abschiedgesuches wurde Cleinow am 17. April 1890 unter Verleihung des Charakters als Generalmajor mit Pension zur Disposition gestellt.